# Università Macquarie
L'Università Macquarie (Macquarie University) è un'istituzione di educazione superiore australiana, con sede a Sydney. Fu fondata nel 1964 come la terza Università di Sydney. Il campus universitario è di 126 ettari e si trova in un corridoio ad alta tecnologia nel sobborgo di Macquarie Park / North Ryde.
L'Università offre corsi in chiropratica, Business, Finance e lingue. La Macquarie University ha compilato l'Australian National Dizionario - Il Macquarie Dictionary.

## Facoltà
- Facoltà di Arte
- Facoltà di Economia e Commercio
- Facoltà di Scienze
- Facoltà di Scienze Umane